# Doruk, Ceyhan
Doruk là một thị trấn thuộc huyện Ceyhan, tỉnh Adana, Thổ Nhĩ Kỳ. Dân số thời điểm năm 2009 là 2.529 người.